# Лидо ди Класе (Равена)
Лидо ди Класе је насеље у Италији у округу Равена, региону Емилија-Ромања.
Према процени из 2011. у насељу је живело 503 становника. Насеље се налази на надморској висини од 0 м.